# Батиста, Мичель
Мичель Батиста Мартинес (исп. Michel Batista Martínez; род. 20 апреля 1984 года, Камагуэй, провинция Камагуэй, Куба) — кубинский борец вольного стиля, боец смешанных боевых искусств. Бронзовый призёр Олимпийских игр 2008, бронзовый призёр чемпионата мира 2006, чемпион панамериканских игр 2007, четырёхкратный чемпион панамериканского чемпионата по борьбе: 2005, 2008, 2009, 2010-ых годов. Выступает под эгидой M-1 Global в тяжёлой весовой категории.

## Статистика в ММА
| Боёв 7          | Побед 4 | Поражений 2 |
| --------------- | ------- | ----------- |
| Нокаутом        | 2       | 0           |
| Сдачей          | 0       | 2           |
| Решением        | 2       | 0           |
| Не состоявшихся | 1       | 1           |

| Результат    | Рекорд  | Соперник         | Способ                        | Турнир                                       | Дата            | Раунд | Время | Место                 | Примечание |
| ------------ | ------- | ---------------- | ----------------------------- | -------------------------------------------- | --------------- | ----- | ----- | --------------------- | ---------- |
| Поражение    | 4-2 (1) | Юрий Фёдоров     | Удушающий приём («гильотина») | M-1 Challenge 105 - Rettinghouse vs. Morozov | 19 октября 2019 | 1     | 4:06  | Нур-Султан, Казахстан |            |
| Поражение    | 4-1 (1) | Морис Грин       | Удушающий приём (треугольник) | UFC - The Ultimate Fighter 28 Finale         | 30 ноября 2018  | 1     | 2:14  | Лас-Вегас, США        |            |
| Победа       | 4-0 (1) | Эдисон Лопес     | Единогласное решение          | Titan FC 47 - Yusuff vs. Gomez               | 15 декабря 2017 | 3     | 5:00  | Форт-Лодердейл, США   |            |
| Победа       | 3-0 (1) | Дрю Аллен Стюарт | Единогласное решение          | Fight Time Promotions - Fight Time 35        | 17 февраля 2017 | 3     | 5:00  | Майами, США           |            |
| Не состоялся | 2-0 (1) | Оскар Дельгадо   | Не состоялся                  | Fight Time Promotions - Fight Time 34        | 16 декабря 2016 | 1     | N/C   | Форт-Лодердейл, США   |            |
| Победа       | 2-0     | Андреас Данапас  | Технический нокаут (удары)    | Fight Time Promotions - Fight Time 30        | 22 апреля 2016  | 2     | 4:32  | Форт-Лодердейл, США   |            |
| Победа       | 1-0     | Рассел Джонсон   | Нокаут (удар)                 | WFC - World Fighting Championships 46        | 9 января 2016   | 1     | 1:40  | Батон-Руж, США        |            |